# Scytodes reticulata
Espèce
Scytodes reticulata est une espèce d'araignées aranéomorphes de la famille des Scytodidae.

## Distribution
Cette espèce est endémique de Côte d'Ivoire.

## Publication originale
- Jézéquel, 1964 : Araignées de la savane de Singrobo, Côte d'Ivoire. I. Sicariidae. Bulletin du Muséum National d'Histoire Naturelle de Paris, vol. 36, p. 185-187.